# Румб
Румб (через англ. rhumb, фр. rumb, итал. rombo, лат. rhombus, от греч. ῥόμβος — «юла, волчок; круговое движение») — морской термин, 1⁄32 полной окружности, а также одно из делений картушки компаса (расчерченной на 32 части) и, соответственно, одно из направлений относительно севера.
В других источниках указано, что «румб» (м., морск.), также стрик (арх.) — одно из 32-х направлений компаса, и направление от центра видимого горизонта к любой точке его окружности.

## Описание
Картушка компаса (кружок, прикрепляемый к магниту компаса) разделяется на румбы, соответствующие сторонам света, носят название: N (норд) — север; S (зюйд) — юг, O (ост) — восток и W (вест) — запад, и каждая четверть окружности между ними имеет промежуточные названия (смотри таблицу).
Румб является результатом вычисления пеленга.
Румбы как направления имеют собственные названия (компонент «тень» заимствован из нидерландского, где он является предлогом, слившимся с артиклем дательного падежа — te + den = ten).
Четыре основных румба:
- North — Север
- East — Восток
- South — Юг
- West — Запад

Четыре румба, производных от основных:
- North-West — Северо-запад
- North-East — Северо-восток
- South-East — Юго-восток
- South-West — Юго-запад

Обозначения румбов, отстоящих от основных на 11,25 градуса (1⁄32 полной окружности), получаются из обозначений одного из восьми выше перечисленных румбов, с добавлением после них слова «тень» и названия основного направления, к которому отклоняется румб.
Обозначения румбов, отстоящих от основных на 22,5° (1⁄16 полной окружности), получаются из обозначений производных от основных румбов, с добавлением перед ними названия основного направления, к которому отклоняется румб.
В метеорологии используется деление окружности на 16 частей, теней нет; в морской навигации (мореплавании) окружность горизонта делится на 32 румба:
Румб — угол между северным (или южным) направлением магнитного меридиана (компасной стрелки) и данным направлением. Истинный румб отсчитывают от северного (или южного) направления истинного (астрономического) меридиана. Счёт румбов ведут вправо и влево от меридиана, от 0 до 90°, всегда указывая четверть (С.-В., С.-З., Ю.-З., Ю.-B.). Например, азимуту 135° соответствует румб Ю.-B. 45°. В отличие от азимутов, румбы никогда не превышают 90°, поэтому их удобно использовать в геодезических вычислениях.
| №  | старое обозначение | новое обозначение | название            | «сухопутное» название     | угол    | поморское название         |
| -- | ------------------ | ----------------- | ------------------- | ------------------------- | ------- | -------------------------- |
| 0  | N                  | N                 | норд                | север                     | 000,00° | север                      |
| 1  | NtO                | NtE               | норд-тень-ост       | север-тень-восток         | 011,25° | стрик севера к полуношнику |
| 2  | NNO                | NNE               | норд-норд-ост       | северо-северо-восток      | 022,50° | меж севера полуношник      |
| 3  | NOtN               | NEtN              | норд-ост-тень-норд  | северо-восток-тень-север  | 033,75° | стрик полуношника к северу |
| 4  | NO                 | NE                | норд-ост            | северо-восток             | 045,00° | полуношник                 |
| 5  | NOtO               | NEtE              | норд-ост-тень-ост   | северо-восток-тень-восток | 056,25° | стрик полуношника к встоку |
| 6  | ONO                | ENE               | ост-норд-ост        | востоко-северо-восток     | 067,50° | меж всток полуношник       |
| 7  | OtN                | EtN               | ост-тень-норд       | восток-тень-север         | 078,75° | стрик встока к полуношнику |
| 8  | O                  | E                 | ост                 | восток                    | 090,00° | восток                     |
| 9  | OtS                | EtS               | ост-тень-зюйд       | восток-тень-юг            | 101,25° | стрик встока к обеднику    |
| 10 | OSO                | ESE               | ост-зюйд-ост        | востоко-юго-восток        | 112,50° | меж встока обедник         |
| 11 | SOtO               | SEtE              | зюйд-ост-тень-ост   | юго-восток-тень-восток    | 123,75° | стрик обедника к встоку    |
| 12 | SO                 | SE                | зюйд-ост            | юго-восток                | 135,00° | обедник                    |
| 13 | SOtS               | SEtS              | зюйд-ост-тень-зюйд  | юго-восток-тень-юг        | 146,25° | стрик обедника к лету      |
| 14 | SSO                | SSE               | зюйд-зюйд-ост       | юго-юго-восток            | 157,50° | меж лета обедник           |
| 15 | StO                | StE               | зюйд-тень-ост       | юг-тень-восток            | 168,75° | стрик лета к обеднику      |
| 16 | S                  | S                 | зюйд                | юг                        | 180,00° | лето (летник)              |
| 17 | StW                | StW               | зюйд-тень-вест      | юг-тень-запад             | 191,25° | стрик лета к шалонику      |
| 18 | SSW                | SSW               | зюйд-зюйд-вест      | юго-юго-запад             | 202,50° | меж лето шалоник           |
| 19 | SWtS               | SWtS              | зюйд-вест-тень-зюйд | юго-запад-тень-юг         | 213,75° | стрик шалоника к лету      |
| 20 | SW                 | SW                | зюйд-вест           | юго-запад                 | 225,00° | шалоник                    |
| 21 | SWtW               | SWtW              | зюйд-вест-тень-вест | юго-запад-тень-запад      | 236,25° | стрик шалоника к западу    |
| 22 | WSW                | WSW               | вест-зюйд-вест      | западо-юго-запад          | 247,50° | меж запада шалоник         |
| 23 | WtS                | WtS               | вест-тень-зюйд      | запад-тень-юг             | 258,75° | стрик запада к шалонику    |
| 24 | W                  | W                 | вест                | запад                     | 270,00° | запад                      |
| 25 | WtN                | WtN               | вест-тень-норд      | запад-тень-север          | 281,25° | стрик запада к побережнику |
| 26 | WNW                | WNW               | вест-норд-вест      | западо-северо-запад       | 292,50° | меж запада побережник      |
| 27 | NWtW               | NWtW              | норд-вест-тень-вест | северо-запад-тень-запад   | 303,75° | стрик побережника к западу |
| 28 | NW                 | NW                | норд-вест           | северо-запад              | 315,00° | побережник                 |
| 29 | NWtN               | NWtN              | норд-вест-тень-норд | северо-запад-тень-север   | 326,25° | стрик побережника к северу |
| 30 | NNW                | NNW               | норд-норд-вест      | северо-северо-запад       | 337,50° | меж севера побережник      |
| 31 | NtW                | NtW               | норд-тень-вест      | север-тень-запад          | 348,75° | стрик севера к побережнику |

В морской навигации румбы отсчитываются как от северного, так и от южного направления.